# Igor Belamarić
Igor Belamarić (Šibenik, 1927.), hrvatski inženjer brodogradnje. Bio je glavni projektant Brodosplita. Objavio preko 15 knjiga. Pisao o Pavi Mardešiću i dr.

## Vanjske poveznice
- Igor Belamarić Hrvatska tehnička enciklopedija, portal hrvatske tehničke baštine. LZMK